# Jenna Parker
Jenna Parker (nacida como Jenna Shoemaker, Concord, 20 de abril de 1984) es una deportista estadounidense que compitió en triatlón. Ganó una medalla de plata en el Campeonato Panamericano de Triatlón de 2009.

## Palmarés internacional
| Campeonato Panamericano | Campeonato Panamericano        | Campeonato Panamericano | Campeonato Panamericano |
| Año                     | Lugar                          | Medalla                 | Prueba                  |
| ----------------------- | ------------------------------ | ----------------------- | ----------------------- |
| 2009                    | Oklahoma City (Estados Unidos) | Medalla de plata        | Individual              |